# 넥슨 카트라이더 리그 듀얼 레이스 시즌 2
넥슨 카트라이더 리그 DUAL RACE 시즌 2는 SPO TV 게임즈 카트라이더 리그의 여섯 번째 리그이며 기존 온게임넷에서 열렸던 리그를 포함하면 23번째 카트라이더 리그이다. 직전 리그와 동일하게 팀전과 개인전을 한 리그에서 동시에 진행하나 이제부터는 개인전이 이벤트전이 아니다.

## 기간

### 예선

#### 2차 예선
- 일정
  - 모집 : 2016년 12월 1일 (목) ~ 2016년 12월 7일 (수)
  - 참가 팀 발표 : 2016년 12월 13일 (화)
  - 예선 진행 : 2016년 12월 17일, 18일 (토, 일) 오전 10시부터

##### 팀전
- 방식 : 조별 싱글 토너먼트
  - 1세트 4:4 스피드전 (5전 3선승제)
  - 2세트 4:4 아이템전 (5전 3선승제)
  - 3세트 1:1 스피드전 (단판제)

##### 개인전
- 총 3라운드 진행
  - 1라운드 : 128명 16개조 (조별 8명) 50포인트 선취 1, 2위 선발 (상위라운드 진출)
  - 2라운드 : 32명 4개조 (조별 8명) 50포인트 선취 1, 2위 선발 (선발자 본선 진출, 탈락자 3라운드 진출)
  - 3라운드 : 16명 2개조 (조별 8명) 50포인트 선취 1, 2위 선발 (선발자 본선 진출)

### 본선
- 기간 : 2017년 1월 14일 ~ 2017년 4월 15일 (13주(이벤트전 1회 포함, 설날 연휴 휴방))
- 방송 시간 : 매주 토요일 오후 6시
- 장소 : 강남 넥슨 아레나

#### 팀전
- A조, B조 별 더블 엘리미네이션 이후, 4강 더블 엘리미네이션 방식

#### 개인전
- 일정
  - 2월 25일 : A조 1경기
  - 3월 4일 : B조 1경기
  - 3월 11일 : A조 2경기
  - 3월 18일 : B조 2경기
  - 3월 25일 : 패자부활전
  - 4월 8일 : 결승
- 본선 : 1조당 8명으로, 4조를 구성하여, 조별 상위 2명 선발
- 결승
  - 1라운드 - 8명 / 60포인트 선취 4명 선발
  - 2라운드 - 4명 / 60포인트 선취 2명 선발
  - 3라운드 - 2명 / 에이스 결정전 5판 3선승제

## 이전 리그와 변경점
- 팀전 선수와 개인전 선수를 따로 모집한다.
- 팀전 경기와 개인전 경기를 하루에 같이 한다.
- 개인전에 패자부활전이 생겼다.
- 팀장과 매니저가 없어졌다. 그로 인해, 팀장전과 팀상금 또한 없어졌다.
- 4강전이 듀얼 토너먼트로 변경되었다.

## 상금
- 총 상금 : 8350만원

### 팀전 상금
- 1위 : 3200만원
- 2위 : 2000만원
- 3위 : 1200만원
- 4~8위 : 각 200만원

### 개인전 상금
- 우승 : 500만원
- 준우승 : 300만원
- 3위 : 100만원
- 4~8위 : 각 10만원

## 참가선수

### 팀전
| 그룹 | 팀명              | 선수                           |
| ---- | ----------------- | ------------------------------ |
| A조  | SEDA-Racing       | 문호준, 전대웅, 강석인, 최영훈 |
| A조  | 케이프컴-판타스틱 | 권순민, 김주원, 박현수, 최준호 |
| A조  | Sense Line        | 이준용, 석주엽, 황인호, 이승교 |
| A조  | QsenN_White       | 이재인, 유창현, 문민기, 황선민 |
| B조  | Xenics Storm      | 유영혁, 김승태, 이은택, 박천원 |
| B조  | BEOM'S            | 임성준, 이재혁, 송용준, 신현준 |
| B조  | QsenN_Black       | 박인수, 우성민, 손우현, 조다훈 |
| B조  | Miracle           | 신동이, 한상현, 문한웅, 전강인 |

### 개인전
| 그룹 | 선수                                                           |
| ---- | -------------------------------------------------------------- |
| A조  | 문호준, 유영혁, 전대웅, 신동이, 김정제, 황인호, 박지호, 박인수 |
| B조  | 김승태, 이재혁, 유창현, 이재인, 최영훈, 황선민, 김주원, 권순민 |

## 대회 결과

### 팀전
- 우승 : QsenN_White (이재인, 문민기, 황선민, 유창현)
- 준우승 : Xenics Storm (유영혁, 김승태, 박천원, 이은택)
- 3위 : SEDA-Racing (문호준, 전대웅, 최영훈, 강석인)
- 4위 : QsenN_Black (박인수, 우성민, 손우현, 조다훈)

### 개인전
- 우승 : 김승태
- 준우승 : 유영혁
- 3위 : 유창현
- 4위 : 김정제
- 5위 : 신동이
- 6위 : 문호준
- 7위 : 전대웅
- 8위 : 이재인

## 중계진
- 캐스터 : 성승헌
- 해설 :  정준, 김대겸